# Ветошкин, Виктор Дмитриевич
Виктор Дмитриевич Ветошкин (10 мая 1925, Гомель, Гомельская губерния — 27 июня 2015, Минск) — наводчик миномёта; командир миномётного расчёта 601-го стрелкового полка 82-й стрелковой дивизии 1-го Белорусского фронта, сержант. Полный кавалер ордена Славы.

## Биография
Родился в слободе Новая Мильча в семье рабочего-железнодорожника. Русский. Окончил 9 классов, когда началась Великая Отечественная война. В первые дни работал на строительстве оборонительных сооружений, копал противотанковые рвы. Остался на оккупированной территории.
В конце 1943 года Гомель был освобожден. Виктор поступил учиться в Гомельский железнодорожный техникум. Когда юношей 1925 года рождения стали призывать в армию, он, как имеющий «бронь», не подлежал мобилизации. В начале 1944 года пришёл в военкомат и добровольцем ушёл в Красную Армию.
После месячной подготовки в запасном полку под городом Стародубом Брянской области, в марте 1944 года был направлен в 601-й стрелковый полк 82-й стрелковой дивизии. Молодому бойцу довелось сменить несколько специальностей: был простым стрелком, затем входил в пулеметный расчет, потом вторым номером в расчет противотанкового ружья. Затем стал наводчиком миномета. В составе полка с боями прошел до Победы. Участвовал в боях за освобождение Белоруссии, Польши, громил врага на территории Германии.
Наводчик миномёта 601-го стрелкового полка красноармеец Виктор Ветошкин 14 января 1945 года при прорыве вражеской обороны на левом берегу реки Вислы в районе польского города Варка подавил две пулемётные точки и сразил до десяти вражеских солдат. За мужество и отвагу, проявленные в боях, 14 февраля 1945 года красноармеец Ветошкин Виктор Дмитриевич награждён орденом Славы III степени.
За два с половиной месяца 601-й стрелковый полк с боями прошел по Польше и вышел к реке Одер. 27 марта 1945 года при ликвидации плацдарма противника на правом берегу реки Одер в районе населённого пункта Альткюстринхен, ныне Стары Костшынек, командир миномётного расчёта 601-го стрелкового полка Ветошкин В. Д. уничтожил две огневые точки противника и одиннадцать вражеских солдат. За мужество и отвагу, проявленные в боях, 26 апреля 1945 года младший сержант Ветошкин Виктор Дмитриевич награждён орденом Славы II степени.
5-7 мая 1945 года сержант Виктор Ветошкин в бою в районе города Врицен подавил пять вражеских огневых точек и истребил до десятка солдат. Находясь затем в боевых порядках пехоты, корректировал огонь миномёта, из личного оружия поразил несколько солдат противника.
Указом Президиума Верховного Совета СССР от 15 мая 1946 года за образцовое выполнение заданий командования в боях с немецко-фашистскими захватчиками сержант Ветошкин Виктор Дмитриевич награждён орденом Славы I степени, стал полным кавалером ордена Славы.
Орден Славы 1-й степени нашёл награждённого лишь в 1970 году, благодаря писателю из Москвы Е. А. Вертлибу, который, работая в военных архивах, нашёл сведения о том, что миномётчик из Белоруссии за бои на территории гитлеровской Германии был представлен к этой высокой награде, но так её и не получил.
В марте 1950 года демобилизован в звании старшины. В 1958 году он окончил школу рабочей молодёжи. Член КПСС с 1962 года. До 1983 года работал фотоцинкографом на фабрике «Полеспечать». В 1977 году за успешное внедрение технологии офсетной печати был награждён орденом Ленина, в 1975 году за безупречную сдачу готовой продукции В. Д. Ветошкину было присвоено звание «Заслуженный работник промышленности Белорусской ССР».
В 1987 году вышел на пенсию, персональный пенсионер союзного значения. Жил в Советском районе Гомеля, с 2010 года — в Первомайском районе Минска.
Умер 27 июня 2015 года; похоронен на Новомильчанском кладбище.

## Награды
- Орден Славы I (15.5.1946), II (26.4.1945) и III (14.2.1945) степеней
- Орден Ленина (1977)
- Орден Отечественной войны I степени (11.3.1985)
- Орден «За службу Родине» III степени (15.4.1999)[3]
- Медали, в том числе:
  - «За боевые заслуги» (6.10.1944)
  - «Медаль Жукова»
- Заслуженный работник промышленности Белорусской ССР (8.5.1975) — за безупречную сдачу готовой продукции
- Почётные грамоты
  - Президиума Верховного Совета Белорусской ССР (17.12.1971) — за успехи, достигнутые в выполнении социалистических обязательств, активное участие в общественной жизни и в связи с 50-летием со дня организации гомельской фабрики «Полеспечать»
  - Гомельского горисполкома (май 2006) — за большой личный вклад в гражданско-патриотическое воспитание молодёжи[2]
- Почётный гражданин Гомеля (2002)[2], Гомельской области (2008)[2].

## Память
- В 2017 году на здании фабрики «Полеспечать» в память об В. Д. Ветошкине установлена мемориальная доска[4].
- Стела в честь В. Д. Ветошкина установлена на Аллее Героев в Гомеле (ул. Советская)[5][6].
- Почётный гражданин г. Гомеля (2002, Гомель).
- Имя занесено на городскую Доску почёта (Гомель).

## Комментарии
1. ↑  Слобода Новая Мильча, относившаяся к Гомельскому уезду, в последующем входила в состав Красненского сельсовета Гомельского района Гомельской области; с февраля 1983 года исключена из учётных данных, вошла с состав Железнодорожного района Гомеля[1].